# Natriumoxalat
Natriumoxalat är ett salt av natrium och oxalsyra med formeln Na2C2O4.

## Framställning
Natriumoxalat kan framställas genom att neutralisera oxalsyra (H2C2O4) med natriumhydroxid (NaOH).
{\displaystyle {\rm {2\ NaOH+H_{2}C_{2}O_{4}\rightarrow Na_{2}C_{2}O_{4}+2\ H_{2}O}}}
Om det råder underskott (dvs < 2:1) av natriumhydroxid bildas natriumbioxalat (NaHC2O4).
Natriumoxalat kan också framställas genom termisk nedbrytning av natriumformiat (NaHCO2).
{\displaystyle {\rm {2\ NaHCO_{2}\rightarrow Na_{2}C_{2}O_{4}+H_{2}}}}

## Användning
Natriumoxalat används för att bestämma koncentrationen av en kaliumpermanganat-lösning genom titrering. Det används även inom pyroteknik för att ge gult eller orange sken.